# Illkirch-Graffenstaden
Illkirch-Graffenstaden (germană Illkirch-Grafenstaden) este un oraș în Franța, în departamentul Bas-Rhin, în regiunea Alsacia. Face parte din aglomerația orașului Strasbourg.
1. ↑  répertoire géographique des communes, accesat în 26 octombrie 2015
2. ↑  dataset of postal codes in France, 1 octombrie 2018